# Nikola Rađen
Nikola Rađen (in serbo Никола Рађен?; Novi Sad, 29 gennaio 1985) è un pallanuotista serbo.

## Carriera

### Club
Nell'estate 2020 ha concluso l'avventura nella Stella Rossa e, data l'epidemia da COVID-19, ha deciso di ritardare di un altro anno il ritiro dall'attività agonistica passando all'AEK.
Nel 2015 risultò positivo a un controllo antidoping.

## Palmarès

### Club

#### Trofei nazionali
- Campionato serbo: 7

Partizan: 2006-07, 2007-08, 2008-09, 2009-10, 2010-11
Stella Rossa: 2012-13, 2013-14
- Coppa di Serbia: 8

Partizan: 2006-07, 2007-08, 2008-09, 2009-10, 2010-11
Stella Rossa: 2012-13, 2013-14, 2022-23
- Campionato greco: 2

Olympiakos: 2014-15, 2015-16
- Coppa di Grecia: 2

Olympiakos: 2014-15, 2015-16
- Campionato russo: 2

Dinamo Mosca: 2017-18, 2018-19
- Coppa di Russia maschile: 2

Dinamo Mosca: 2017-18, 2018-19

#### Trofei internazionali
- Euro Interliga: 2

Partizan: 2009-10, 2010-11
- Eurolega: 2

Partizan: 2010-11
Stella Rossa: 2012-13
- Supercoppa LEN: 1

Stella Rossa: 2013
- Tom Hoad Cup: 2

Partizan: 2006, 2011

### Nazionale
- Olimpiadi

Pechino 2008: 
Londra 2012: 
- Mondiali

Roma 2009: 
Shanghai 2011: 
- Europei

Malaga 2008: 
Zagabria 2010: 
Eindhoven 2012: 
Budapest 2014: 
- World League

Genova 2008: 
Podgorica 2009: 
Niš 2010: 
Firenze 2011: 
Čeljabinsk 2013: 
Dubai 2014: 
- Giochi del Mediterraneo

Almeria 2005: 
Pescara 2009: 
- Universiadi

Smirne 2005: